# Makhète Diop
Pour les articles homonymes, voir Diop.
Pape Makhète Diop, né le 8 juillet 1988 à Louga, est un footballeur sénégalais évoluant au poste d'attaquant. Il joue actuellement dans le club saoudite de l'Al-Shabab Riyad.

## Carrière
Alors qu'il termine vice-champion du Liban avec Nejmeh SC en 2009-2010, il devient le meilleur buteur du championnat avec 26 buts. 
L'année suivante, avec l'équipe syrienne d'Al-Karamah SC, il termine une nouvelle fois vice-champion, et se classe co-meilleur buteur. Toutefois, à cause de la guerre en Syrie, il est contraint de fuir le pays pour signer dans un club de deuxième division émirati, Al-Dhafra, en 2011.
Le 20 février 2017, il inscrit avec le club d'Al-Ahli Dubaï, un doublé en Ligue des champions d'Asie, contre l'Esteghlal Téhéran.
Le 2 janvier 2020, Diop rejoint le club saoudite de l'Al-Shabab Riyad pour une saison et demie.

## Statistiques
Ce tableau résume les statistiques en carrière de Makhète Diop,.
| Saison                | Club                  | Championnat           | Championnat | Championnat | Championnat | Coupe(s) nationale(s) | Coupe(s) nationale(s) | Coupe(s) nationale(s) | Compétition(s) continentale(s) | Compétition(s) continentale(s) | Compétition(s) continentale(s) | Compétition(s) continentale(s) | Total | Total | Total |
| Saison                | Club                  | Division              | M.          | B.          | P.d.        | M.                    | B.                    | P.d.                  | Comp.                          | M.                             | B.                             | P.d.                           | M.    | B.    | P.d.  |
| 2012-2013             | Al-Dhafra             | D1                    | 25          | 18          | 0           | 4                     | 4                     | 0                     | -                              | -                              | -                              | -                              | 29    | 22    | 0     |
| 2013-2014             | Al-Dhafra             | D1                    | 25          | 22          | 3           | 10                    | 7                     | 3                     | -                              | -                              | -                              | -                              | 35    | 29    | 6     |
| 2014-2015             | Al-Dhafra             | D1                    | 22          | 12          | 4           | 9                     | 5                     | 0                     | -                              | -                              | -                              | -                              | 31    | 17    | 4     |
| 2015-2016             | Al-Dhafra             | D1                    | 24          | 13          | 2           | 4                     | 2                     | 0                     | -                              | -                              | -                              | -                              | 28    | 15    | 2     |
| 2016-2017             | Al-Dhafra             | D1                    | 13          | 12          | 3           | 7                     | 5                     | 2                     | -                              | -                              | -                              | -                              | 20    | 17    | 5     |
| Sous-total            | Sous-total            | Sous-total            | 109         | 77          | 12          | 34                    | 23                    | 5                     | -                              | -                              | -                              | -                              | 143   | 100   | 17    |
| 2016-2017             | Shabab Al-Ahli        | D1                    | 13          | 9           | 1           | 2                     | 3                     | 0                     | AFC                            | 7                              | 4                              | 0                              | 22    | 16    | 1     |
| 2017-2018             | Shabab Al-Ahli        | D1                    | 15          | 9           | 1           | 7                     | 4                     | 3                     | -                              | -                              | -                              | -                              | 22    | 13    | 4     |
| Sous-total            | Sous-total            | Sous-total            | 28          | 18          | 2           | 9                     | 7                     | 3                     | -                              | 7                              | 4                              | 0                              | 44    | 29    | 5     |
| 2018                  | Beijing Renhe FC      | SUL                   | 19          | 10          | 3           | -                     | -                     | -                     | -                              | -                              | -                              | -                              | 19    | 10    | 3     |
| 2019                  | Beijing Renhe FC      | SUL                   | 28          | 12          | 2           | -                     | -                     | -                     | -                              | -                              | -                              | -                              | 28    | 12    | 2     |
| Sous-total            | Sous-total            | Sous-total            | 47          | 22          | 5           | -                     | -                     | -                     | -                              | -                              | -                              | -                              | 47    | 22    | 5     |
| 2019-2020             | Al-Shabab Riyad       | D1                    | 3           | 2           | 0           | -                     | -                     | -                     | -                              | -                              | -                              | -                              | 3     | 2     | 0     |
| Sous-total            | Sous-total            | Sous-total            | 3           | 2           | 0           | -                     | -                     | -                     | -                              | -                              | -                              | -                              | 3     | 2     | 0     |
| Total sur la carrière | Total sur la carrière | Total sur la carrière | 187         | 119         | 19          | 43                    | 30                    | 8                     | -                              | 7                              | 4                              | 0                              | 237   | 153   | 27    |

## Palmarès
- Vainqueur de la Supercoupe du Sénégal en 2008 avec l'ASC Yakaar
- Vainqueur de la Coupe de la UAEFA en 2012 avec Al-Dhafra
- Meilleur buteur du championnat du Liban en 2010
- Co-meilleur buteur du championnat de Syrie en 2011